# Лунка (Онічень, Нямц)
Лунка (рум. Lunca) — село у повіті Нямц в Румунії. Входить до складу комуни Онічень.
Село розташоване на відстані 275 км на північ від Бухареста, 62 км на схід від П'ятра-Нямца, 51 км на південний захід від Ясс.

## Населення
За даними перепису населення 2002 року у селі проживали 339 осіб, усі — румуни. Усі жителі села рідною мовою назвали румунську.